# Грезля (река)
Грезля — река на Украине, в пределах Овручского и Народичского районов Житомирской области и Полесского района Киевской области, левый приток Ужа (бассейн Днепра). Длина 33 км. Площадь водосборного бассейна 612 км². Уклон 0,5 м/км. Долина трапециевидная, шириной до 2,5 км. Русло извилистое, средняя ширина 2 м. Русло на отдельных участках выпрямлено и отрегулировано. Используется как водоприемник осушительной системы.
Берёт начало у села Корчовка, на северо-восточных склонах Овручского кряжа. Течёт по территории Полесской низменности с запада на восток и юго-восток, впадает в Уж на восток от бывшего села Грезля.

## Притоки
Левые: Бережесть, Радча, Бистрок, Лозница.

## Населённые пункты
У реки расположены такие населённые пункты (от истока до устья): Корчовка, Кирданы, Сташки, Толкачи, Гладковичи, Гусаровка, Збраньковцы, Марьяновка, Привар, Грезля, Давыдки, пгт Полесское†, Грезля†, Рудня-Грезлянська†.